# Francie na Letních olympijských hrách 1972
Francii na Letních olympijských hrách v roce 1972 v německém Mnichově reprezentovala výprava 227 sportovců (197 mužů a 30 žen) v 21 sportech.

## Medailisté
| Medaile | Jméno                                                                            | Sport             | Soutěž                     |
| ------- | -------------------------------------------------------------------------------- | ----------------- | -------------------------- |
| Zlato   | Daniel Morelon                                                                   | Cyklistika        | Muži 1000 m sprint         |
| Zlato   | Serge Maury                                                                      | Jachting          | Muži třída Finn            |
| Stříbro | Guy Drut                                                                         | Atletika          | Muži 110 m překážek        |
| Stříbro | Jacques Ladègaillerie                                                            | Šerm              | Muži kord                  |
| Stříbro | Michel Carrega                                                                   | Sportovní střelba | Muži trap                  |
| Stříbro | Marc Pajot Yves Pajot                                                            | Jachting          | Muži třída Flying Dutchman |
| Bronz   | Gilles Bertould Jacques Carette Francis Kerbiriou Roger Vélasquez                | Atletika          | Muži štafeta 4 × 400 m     |
| Bronz   | Jean-Claude Olry Jean-Louis Olry                                                 | Kanoistika        | C2 slalom muži             |
| Bronz   | Christian Noël                                                                   | Šerm              | Muži fleret                |
| Bronz   | Gilles Berolatti Jean-Claude Magnan Christian Noël Daniel Revenu Bernard Talvard | Šerm              | Družstvo mužů fleret       |
| Bronz   | Jean-Jacques Mounier                                                             | Judo              | Muži do 63 kg              |
| Bronz   | Jean-Paul Coche                                                                  | Judo              | Muži do 80 kg              |
| Bronz   | Jean-Claude Brondani                                                             | Judo              | Muži bez rozdílu hmotnosti |